# Stanislav Šesták
Stanislav Šesták (Prešov, 16 de Dezembro de 1982) é um futebolista eslovaco que atua como atacante. Atualmente defende o FK Poprad.

## Carreira
Sestak fez parte do elenco da Seleção Eslovaca de Futebol da Copa de 2010 e da Eurocopa de 2016.